# Korumdu
Korumdu ist eine Ortschaft im kirgisischen Oblus Yssyk-Köl im Osten des zentralasiatischen Landes. Das Dorf ist Verwaltungssitz der Gemeinde („Aiyl Okmotu“) Kum-Belsk. Bei der Volkszählung von 2009 hatte der Ort 2680 Einwohner.
Korumdu liegt im Rajon Yssyk-Köl auf 1601 Metern über dem Meeresspiegel am Nordufer des Yssyk-Köl, einem Gebirgssee im Tian Shan. Die Nationalstraße A 363 verläuft durch Korumdu und verbindet den Ort unter anderem mit dem Rajon-Hauptort Tscholpon-Ata (25 km) im Westen und mit Karakol (110 km), der Gebietshauptstadt, im Südosten.
Korumdu ist, wie auch Tscholpon-Ata und das benachbarte Bosteri, wirtschaftlich vor allem vom sommerlichen Tourismus abhängig. Die angenehmen Temperaturen im Sommer, die meist zwischen 20 und 25 °Celsius liegen, ziehen Urlauber an, während im kalten Winter kaum Touristen nach Korumdu kommen. Bei Touristen beliebt sind das Baden im Yssykköl sowie Wanderungen in den Tian Shan.